# Almanacco Topolino
Almanacco Topolino è un periodico a fumetti edito dal 1957 dall'Arnoldo Mondadori Editore come continuazione della collana Albi d'Oro, per poi proseguire con cambi di testata mantenendo la numerazione fino al 2008. Una nuova serie omonima è pubblicata dal 2021 dalla Panini Comics. Ha avuto un passato di grande successo, parallelo e analogo a quello di Topolino formato libretto negli anni sessanta e settanta. La rivista, di grande formato, ha ospitato storie italiane e straniere inedite in Italia.

## Storia editoriale

### Almanacco Topolino anteguerra
Nel periodo anteguerra tra il 1937 e il 1940 vennero pubblicati cinque volumi con intestazione Almanacco; il primo, pubblicato il 25 dicembre 1936, con il titolo Albo-Almanacco Topolino 1937, come supplemento agli Albi dei Tre Porcellini n. 14, fu un'edizione natalizia speciale, una sorta di almanacco, cioè un annuario per l'anno nuovo. L'idea era quella di una strenna legata alle festività, un volume speciale da regalare e da regalarsi.
| N. | Titolo                           | Data             | Pagine | Note |
| -- | -------------------------------- | ---------------- | ------ | --- |
| 1  | Albo-Almanacco Topolino 1937     | 25 dicembre 1936 | 84     | Pubblicato come supplemento agli Albi dei tre porcellini (n. 14 del 25/12/1936). Ristampato dall'editore Camillo Conti nel 1984 |
| 2  | Almanacco Topolino 1938          | 10 dicembre 1937 | 84     | Pubblicato come supplemento agli Albi delle Grandi Avventure (n. 29 del 10/12/1937) (ex Albi dei tre porcellini)                |
| 3  | Topolino Paperino Almanacco 1939 | dicembre 1938    | 84     | - |
| 4  | Maremonti Topolino-Paperino      | 1938             | 84     | Strenna estiva di Topolino (giornale) e Paperino e altre avventure                                                              |
| 5  | Topolino Paperino Almanacco 1940 | dicembre 1939    | 84     | Pubblicato come supplemento a Topolino (giornale) (n. 366 del 28/12/1939) e Paperino e altre avventure (n. 105 del 28/12/1939)  |

### Almanacco TopolinosuAlbi d'Oro
Dal dicembre 1947 al luglio 1956 nella collana Albi d'Oro seconda serie e serie comica vennero annualmente pubblicati 18 volumi speciali con foliazione e prezzo maggiorato intitolati Almanacco Topolino con l'indicazione dell'anno successivo e Almanacco estivo.
Gli Albi d'Oro è stata una collana periodica a fumetti pubblicata in Italia dalla Arnoldo Mondadori Editore in varie serie dal 1937 al 1956 (prima, seconda, comica e della prateria) e che presentava storie sia di produzione Disney che di altri.
Albi d'Oro - seconda serie
| N.  | Titolo                  | Data             | Pagine |
| --- | ----------------------- | ---------------- | ------ |
| 84  | Almanacco Topolino 1948 | 20 dicembre 1947 | 68     |
| 113 | Almanacco estivo        | 10 luglio 1948   | 68     |
| 137 | Almanacco Topolino 1949 | 25 dicembre 1948 | 68     |
| 168 | Almanacco estivo        | 30 luglio 1949   | 68     |
| 189 | Almanacco Topolino 1950 | 24 dicembre 1949 | 68     |
| 217 | Almanacco estivo        | 8 luglio 1950    | 68     |
| 241 | Almanacco Topolino 1951 | 23 dicembre 1950 | 68     |
| 268 | Almanacco estivo        | 30 giugno 1951   | 68     |
| 293 | Almanacco Topolino 1952 | 22 dicembre 1951 | 68     |
| 320 | Almanacco estivo        | 28 giugno 1952   | 68     |
| 369 | Almanacco Topolino 1953 | 27 dicembre 1952 | 68     |

Albi d'Oro - serie comica
| N. | Titolo                  | Data             | Pagine |
| -- | ----------------------- | ---------------- | ------ |
| 26 | Almanacco Topolino 1954 | 28 giugno 1953   | 68     |
| 50 | Almanacco Topolino 1954 | 13 dicembre 1953 | 68     |
| 26 | Almanacco estivo        | 27 giugno 1954   | 68     |
| 51 | Almanacco Topolino 1955 | 19 dicembre      | 68     |
| 25 | Almanacco estivo        | 26 giugno 1955   | 68     |
| 50 | Almanacco Topolino 1956 | 18 dicembre      | 68     |
| 28 | Almanacco estivo        | 15 luglio        | 68     |

Nel 1956, gli ultimi tre numeri definitivi della serie comica (39, 40 e 41) vennero pubblicati con cadenza mensile (e non più settimanale) e intitolati Albi d'oro - Almanacco Topolino (con la stessa grafica della testata successiva)
| N. | Titolo                        | Data             | Pagine |
| -- | ----------------------------- | ---------------- | ------ |
| 39 | Almanacco Topolino - ottobre  | 1º ottobre 1956  | 68     |
| 40 | Almanacco Topolino - novembre | 1º novembre 1956 | 68     |
| 41 | Almanacco Topolino - dicembre | 1º dicembre 1956 | 68     |

### La trasformazione inAlmanacco Topolinoufficiale
Da gennaio 1957 Almanacco Topolino sostituì la testata Albi d'Oro partendo con una nuova numerazione (da capo da 1 a 12 ogni anno), ma continuando a riportare l'indicazione Albi d'Oro in alto a sinistra fino al n. 264 del dicembre 1978 (sul successivo appare soltanto la dicitura Almanacco Topolino e inoltre scompare anche l'indicazione del mese)
Il numero progressivo e non più annuale apparve dal gennaio 1970, indicando il n. 157, il quale tiene conto dei 156 albi editi tra gennaio 1957 e dicembre 1969 ma non dei tre del 1956 (39 di ottobre, 40 di novembre, 41 di dicembre) che sono parte della serie comica degli Albi d'Oro. 
Sull'Almanacco grazie all'ampio formato venivano pubblicati fumetti a quattro strisce prevalentemente di provenienza estera (statunitensi o danesi) senza rimontarli o ridurli in dimensioni, ma anche storie lunghe italiane quasi sempre a quattro righe per pagina (in qualche raro caso furono pubblicate storie a tre righe in quanto destinate inizialmente alla pubblicazione su Topolino). Fino al dicembre 1981 la collana veniva stampata alternando due pagine a colori e due in bianco e nero.
Dal gennaio 1985 assunse un formato ridotto e cambiò l'intestazione in Mega Almanacco fino al 1992 e le storie italiane scomparvero dalla testate e vennero pubblicate storie di produzione estera (soprattutto danesi e brasiliane).
Nel 1992 la testata si trasformò nel Mega 2000, con il sottotitolo solo storie inedite e fino al 1995 oltre a produzioni estere, ospitò anche storie italiane inedite pensate per la testata (con un proprio codice: MG-XXX).
Nel 2000 la testata si trasformò nel Mega 3000, con il sottotitolo storie mai viste. Dal 2005 con il sottotitolo storie dal mondo vennero pubblicate ristampe di storie già pubblicate sulla stessa testata con due storie inedite di provenienza estera in ogni numero.
Nell'agosto 2006 la testata si trasformò nel Mega, cambiando formato e foliazione e tornando a pubblicare, senza rimontarle, solo storie inedite sempre di provenienza estera, tra cui anche alcune storie francesi e olandesi. Il cambio di formato e di foliazione tuttavia non evitò la chiusura della testata che avvenne con il numero 613 uscito nel gennaio 2008.

### La nuova collana degli anni 2010
A gennaio 2017 esordisce, edita dalla Panini Comics, una nuova collana Mega Almanacco ricominciando dal primo numero.

## Testate derivate
The Walt Disney Company Italia ha pubblicato:
- Almanacco Topolino dall'aprile 1999 al marzo 2002 per una pubblicazione trimestrale cartonata composta da 13 numeri contenente solo storie italiane e straniere tratte dalla prima serie[8][16].
- Disney Comix: da dicembre 2010 a gennaio 2014 per una pubblicazione mensile composta da 38 numeri contenente solo storie tratte da Mega/Mega 2000/Mega 3000;
- Le imperdibili (33 albi, 2002-2007) contenente solo storie italiane e straniere tratte dalla prima serie[17]

Panini Comics ha ripreso la testata pubblicando:
- Mega Almanacco da gennaio 2017 a marzo 2018 per una pubblicazione mensile composta da 14 numeri che riproponeva solo storie tratte da Mega/Mega 2000/Mega 3000[15].
- Almanacco Topolino da aprile 2021 con cadenza bimestrale, nei mesi pari e, da marzo 2024 a periodicità trimestrale, con all'interno storie straniere mai pubblicate in Italia e ristampe di storie italiane provenienti dal vecchio Almanacco Topolino (1957-1984) e di storie estere provenienti da altre testate (sono state usate le versioni ritradotte, ricolorate e riletterate appositamente per la pubblicazione su I Maestri Disney o Zio Paperone). La testata presenta inoltre articoli di approfondimento. I primi numeri della testata erano curati da Luca Boschi, a cui successivamente è subentrato Davide Del Gusto[18][19][20].

## Timeline
- Almanacco Topolino anteguerra: da dicembre 1936 a dicembre 1939 pubblicano cinque numeri con intestazione Almanacco.
- Albi d'Oro (seconda serie e serie comica): da dicembre 1947 a luglio 1956 pubblicano 18 numeri intitolati Almanacco Topolino, Almanacco estivo, Almanacco invernale.
- Albi d'oro - Almanacco Topolino: da ottobre a dicembre 1956, 3 numeri Almanacco Topolino con grafica della serie successiva.
- Almanacco Topolino: da gennaio 1957 fino a dicembre 1984, 336 numeri.
- Mega Almanacco: da gennaio 1985 a marzo 1992, 87 numeri (337-423).
- Mega 2000: da aprile 1992 a aprile 2000, 97 numeri (424-520).
- Mega 3000: da maggio 2000 a luglio 2006, 75 numeri (521-595)
- Mega: da agosto 2006 a gennaio 2008 (596-613).

Derivati
- Almanacco Topolino: da aprile 1999 a marzo 2002, 13 numeri.
- Disney Comix: da dicembre 2010 a gennaio 2014, 38 numeri.
- Mega Almanacco: da gennaio 2017 a marzo 2018, 14 numeri.
- Almanacco Topolino: da aprile 2021 con cadenza bimestrale e, da marzo 2024 a periodicità trimestrale.

## Citazioni
In una scena del film Totò, Peppino e le fanatiche del 1958, Totò si diverte leggendo Almanacco Topolino.